# Karel Drbohlav
Karel Drbohlav (25. září 1908 Jičín – 5. března 1971 Praha) byl český fotograf, který byl zaměřen zejména na magazínovou reportáž z divadelního a filmového prostředí, otec české herečky Jany Drbohlavové a dědeček historika Jana Županiče.

## Život
Pocházel z řemeslnické rodiny původně usazené v Čejkovicích u Jičína. Narodil se v Jičíně, kde byl jeho otec Alois (1881–1961) obuvníkem. Jeho matka ale zemřela nedlouho po narození a otec byl ale jako vojín praporu polních myslivců č. 12 v listopadu 1914 zajat v ruskou armádou v Karpatech a ze zajetí se vrátil až v polovině roku 1918. Karel vyrůstal v Jičíně společně se čtyřmi sestrami a nevlastní matkou. Později se vyučil fotografem (1925) a o šest let později se přestěhoval do Prahy, kde se roku 1935 oženil a o pět let později se mu narodila dcera Jana. Od roku 1939 do své smrti žil na Národní třídě v Paláci Metro, kde měl také ateliér.
Po příchodu do Prahy začal jako reportér pracovat pro agenturu Centropress. V polovině 30. let úzce spolupracoval s Osvobozeným divadlem. Později se osamostatnil a zaměřil se na spolupráci s časopisy, novinami a zejména divadly (v pozdější době např. s Městskými divadly pražskými, „Déčkem“ nebo Divadlem A. Sedláčkové). Na konci 60. let utrpěl mrtvici, po které se musel práce fotografa vzdát. Zemřel roku 1971 na selhání srdce.
Základní fond jeho snímků, který je dnes uložen v Národním muzeu, zahrnuje více než 200 000 negativů a je přes ne vždy dokonalou evidenci považován za základní obrazový dokument ke studiu československého divadla mezi léty 1934–1961. Publikoval mj. v prvorepublikových časopisech Pestrý týden či Altschulově Světozoru, činný byl také v tiskové agentuře Centropress.

## Ocenění
V říjnu 1968 mu byla udělena Medaile za zásluhy o hlavní město Prahu a 4. února 1969 byl jmenován zasloužilým umělcem.

## Specifika Drbohlavovy tvorby
V divadelní fotografii se zaměřoval na využití autenticity živé scény. Fotografoval při zkouškách přímo na jevišti, ne v ateliéru, jak bylo v té době zvykem. Jeho snímky nejsou kompozičně radikální, citlivě však zachycují atmosféru představení.